# 龙泉街道 (通化市)
龙泉街道，是中华人民共和国吉林省通化市东昌区下辖的一个乡镇级行政单位。

## 行政区划
龙泉街道下辖以下地区：
翠泉社区、玉阳社区、龙兴社区、龙水社区、秀泉社区和玉皇社区。